# Lycorina ruficornis
Lycorina ruficornis är en stekelart som beskrevs av Dmitriy R. Kasparyan 2007. Lycorina ruficornis ingår i släktet Lycorina och familjen brokparasitsteklar. Inga underarter finns listade i Catalogue of Life.